# Cathédrale de la Résurrection d'Arzamas
La cathédrale de la Résurrection-du-Christ (собо́р Воскресе́ния Христо́ва, Воскресе́нский собо́р) est une cathédrale orthodoxe de la ville d'Arzamas en Russie dans l'oblast de Nijni Novgorod. C'et la co-cathédrale diocésaine de l'éparchie de Nijni Novgorod et d'Arzamas de l'Église orthodoxe russe.
La cathédrale de la Résurrection - monument principal de la ville - se dresse sur une haute colline, occupant une position dominante dans l'ensemble architectural de la place de la Cathédrale. Au loin, le cube blanc de la cathédrale aux cinq dômes domine les édifices et les églises de la ville.
Construite entièrement par souscription publique, la cathédrale de la Résurrection a été érigée en action de grâce pour la victoire dans la  Guerre patriotique de 1812 en tant que monument à l'héroïsme des soldats russes.

## Histoire

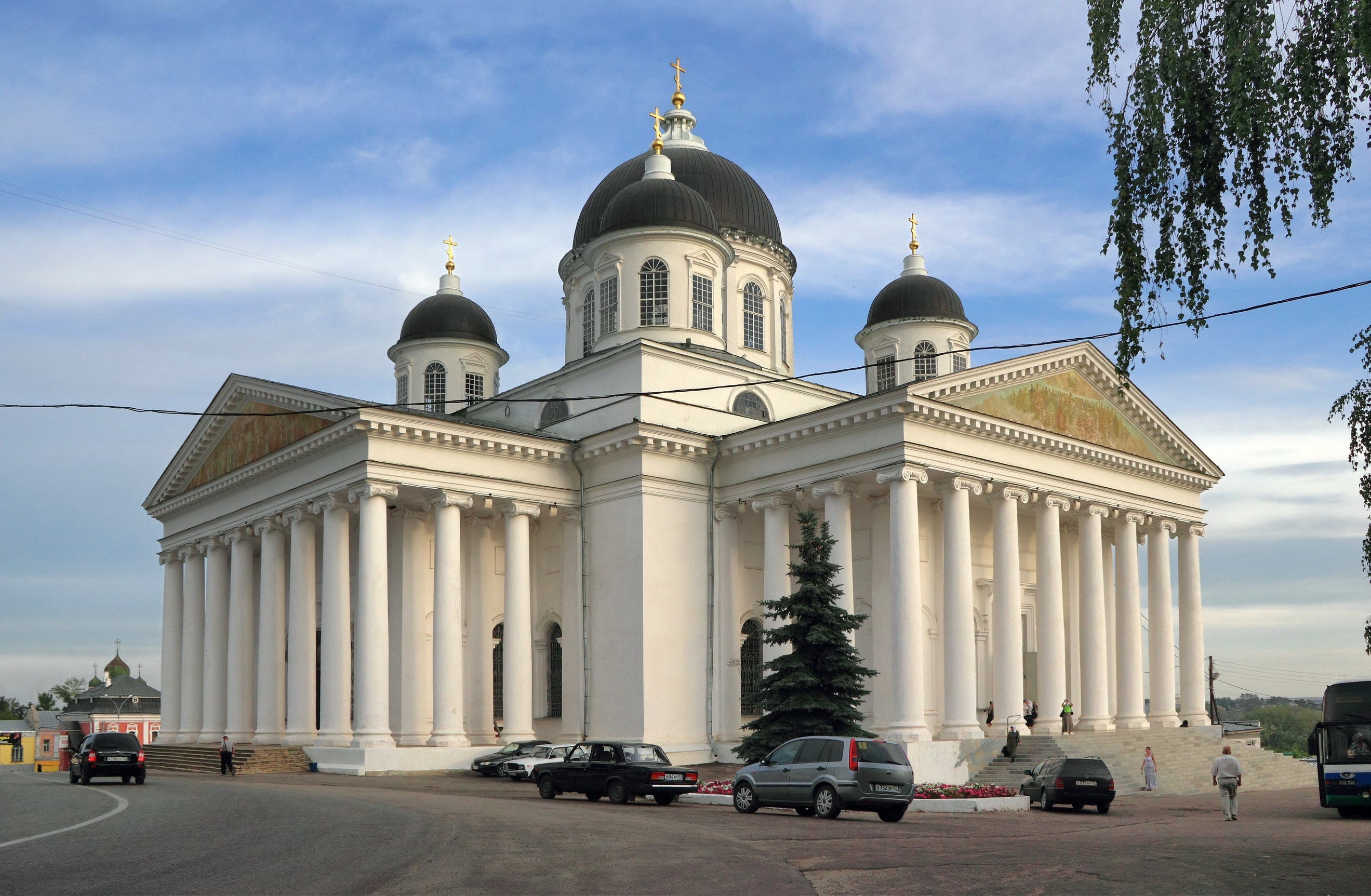
Cathédrale de la Résurrection.

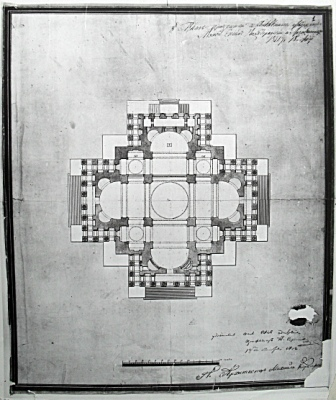
Plan.

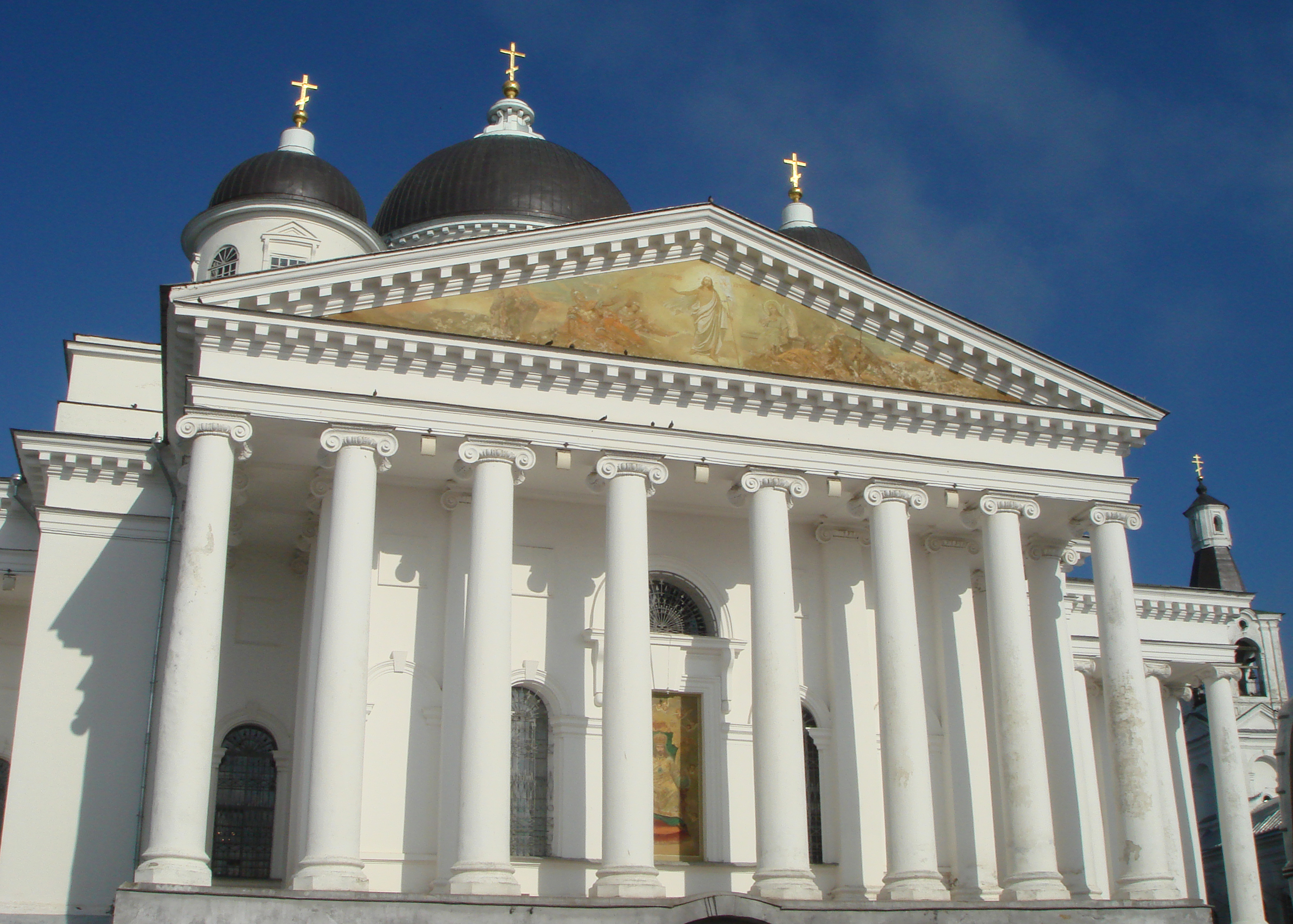
Portique avec ses colonnes ioniques.

Une première église de bois dédiée à saint Michel est construite à cet emplacement peu après la fondation de la ville en 1552. Elle est remplacée un siècle plus tard par une nouvelle église de bois consacrée à la Résurrection du Christ. Elle est démontée au XVIIIe siècle pour être installée au village de Kostylikha où elle se trouve toujours. Une grande église de pierre à cinq dômes est érigée en 1742 à cet emplacement (la place s'appelait à l'époque la place Rouge). Elle est détruite en 1814 pour laisser la place à la nouvelle cathédrale. Son iconostase datant de 1745 se trouve aujourd'hui dans l'église du village de Stepanovo du raïon d'Arzamas.
La construction de la cathédrale actuelle commence en 1814 selon les plans de l'architecte originaire d'Arzamas, Mikhaïl Korinfski, maître du néo-classicisme tardif et disciple d'Andreï Voronikhine. Les travaux durent vingt-huit ans. L'édifice a nécessité 5,5 millions de briques, 1 000 mètres cubes de gravats pour les fondations et 164 tonnes de fer.
Les travaux de finition et de peinture intérieure ont duré vingt-et-un ans. Les fresques sont peintes par des maîtres de l'école de peinture d'Arzamas d'Alexandre Stoupine, comme Ossip Semionovitch Serebriakov et son fils Alexandre. Les iconostases sont l'œuvre des frères Vassili et Klim Lomakine. Les cinq iconostases sont décorées de solides colonnes de bois avec chapiteaux, de pilastres ornés de filets finement sculptés. Les portes royales de l'autel principal sont parées des icônes du Sauveur et de la Vierge, représentés assis sur des trônes en vêtements blancs et couronnés. Elles sont du pinceau de Nikolaï Alexeïev (gendre de Stoupine) qui peignit plus tard le décor de la cathédrale Saint-Isaac de Saint-Pétersbourg.
Il est question de la démolir au début des années 1930, mais la réprobation de la population est telle que les autorités communistes locales décident simplement de la fermer en 1932. Paradoxalement, l'édifice est affilié au musée et conserve dans ses murs tout son décor, ses fresques, son mobilier et ceux d'églises détruites des environs en dépôt. C'est ce qui la sauve. La question de sa réouverture se pose en 1944. Finalement elle est rendue au culte en 1947.
Lorsque les reliques de saint Séraphin de Sarov sont translatées le 29 juillet 1991 de Moscou au monastère de Diveïevo, le patriarche Alexis II de Moscou consacre évêque de Balakhna le recteur de la cathédrale, l'archimandrite Hiérothée (Sobolev), à la cathédrale d'Arzamas.
Le patriarche Cyrille fait une visite pastorale en septembre 2009. Il revient le 13 août 2017 pour célébrer une liturgie divine en mémoire du patriarche Serge, natif d'Arzamas.

## Architecture

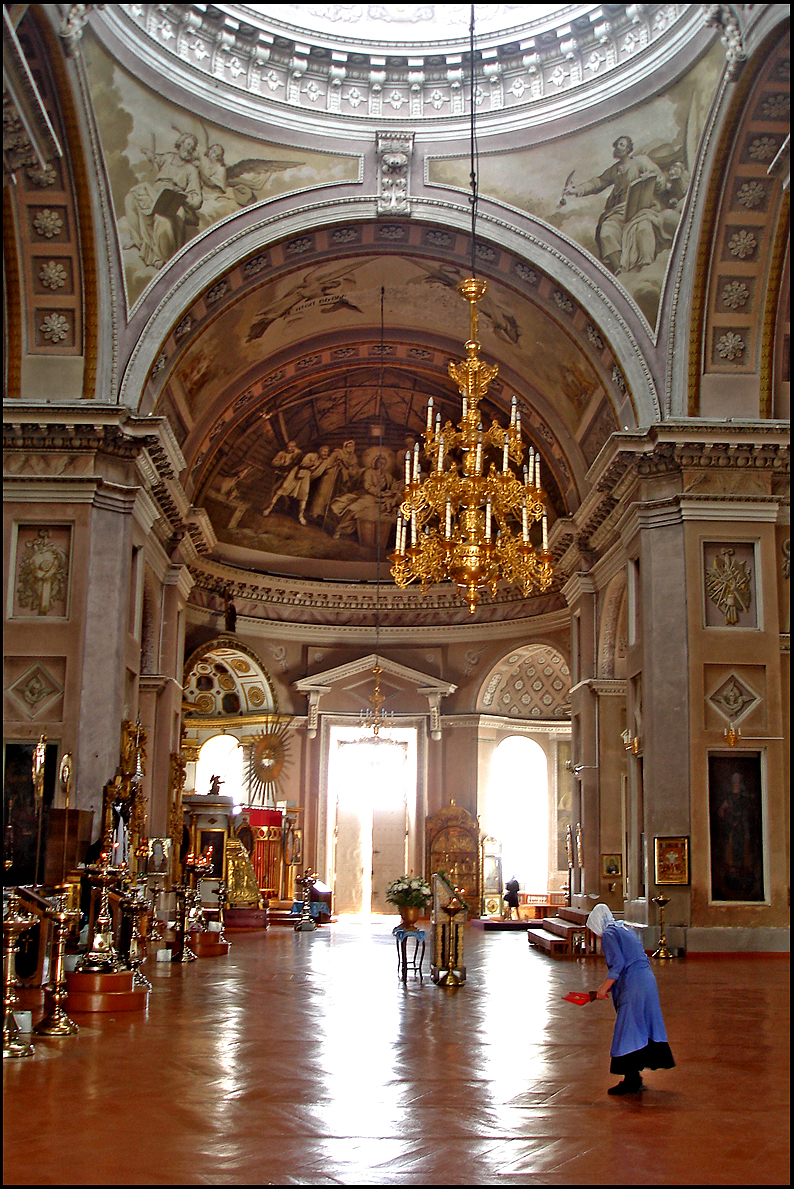
Intérieur.

L'édifice est en forme de croix grecque sur un rectangle. La longueur et la largeur de l'édifice sont égales et ont 30 sajènes (63,9 m), et la hauteur jusqu'à la croisée du milieu est de 22 sajènes (46,86 m). La cathédrale possède cinq coupoles de forme sphérique, de hauts frontons, avec des fresques, quatre portiques, et quarante-huit colonnes. Les fresques des frontons représentent des sujets bibliques: la résurrection du Christ (fronton Est), l'apparition de la Trinité à Moïse (fronton Sud), l'assemblée de tous les saints (fronton Ouest) et l'intercession de la Vierge (fronton Nord).